# František Myslivec
František Myslivec (20. října 1873 Dolní Lhota – 21. srpna 1934 Opava) byl český katolický kněz, národopisec, folklorista, spisovatel a profesor na gymnáziu.

## Životopis
Narodil se v rodině Františka Myslivce, rolníka v Malé Lhotě (dnes Dolní Lhota) č. p. 7, a jeho manželky Františky, dcery mlynáře Josefa Beny, rovněž v Malé Lhotě. Již v mládí v něm otec probouzel národní povědomí. František Myslivec poté studoval v Opavě na gymnáziu, kde na něj rovněž významně působili profesoři Vincenc Prasek a Václav Hauer.
Po maturitě odešel studovat teologii na univerzitu v Olomouci a roku 1896 byl vysvěcen na kněze. Poté působil jako kněz v různých městech v českých zemích, například ve Vizovicích i jinde. V roce 1923 se vrátil do Opavy a stal se učitelem náboženství na gymnáziu. Toto zaměstnání vykonával až do roku 1932. O dva roky později umírá.

## Dílo
- Seznam děl v Souborném katalogu ČR, jejichž autorem nebo tématem je František Myslivec

Po celý život se František Myslivec zabýval shromažďováním reálií týkajících se venkovského života ve Slezsku. Publikoval v řadě časopisů a novin, zejména regionálních (Věstník Matice opavské, Hlas, Opavský týdenník, Naše Slezsko, Ostravský deník a další). Zabýval se i beletrií, například napsal sbírku povídek Za svítání. Často při publikování používal pseudonymy: Ladislav Oleříšský, Lad. Podjarský a Stryk Koltun.
- MYSLIVEC, František. Náš národní kroj a oživení národního svérázu na Opavsku. Opava: Matice opavská, 1926. 10 s. Dostupné online.